# 潘婉香宅
潘婉香宅位于安徽省黄山市歙县斗山街，已列为歙县文物保护单位。
潘婉香宅，建于民国初年，前后三进楼房，雕刻精美。